# ウィリアム・ハワード (第3代ウィックロー伯爵)
第3代ウィックロー伯爵ウィリアム・ハワード（英語: William Howard, 3rd Earl of Wicklow PC (Ire)、1761年1月 – 1818年9月27日）は、アイルランド王国の政治家、貴族。1783年から1800年までアイルランド庶民院議員を務めた。1780年に苗字をフォワード＝ハワードを改め、爵位継承と同年にハワードに戻している。

## 生涯
初代ウィックロー子爵ラルフ・ハワードと初代ウィックロー女伯爵アリス・ハワードの息子として、1761年1月に生まれた。母方の実家の財産を継承するにあたり、1780年11月21日に国王の認可状を得て苗字に母の旧姓フォワードを加え、「フォワード＝ハワード」とした。
1783年から1800年までドニゴール県のセント・ジョンズタウン選挙区の代表としてアイルランド庶民院議員を務め、1793年2月13日にアイルランド枢密院の枢密顧問官に任命された。1800年から1808年までアイルランド郵便の会計長官（Treasurer of the Post Office of Ireland）を務めた。
1815年10月23日に兄ロバートが死去すると、ウィックロー伯爵位を継承、同年12月22日に国王の認可状を得て苗字をハワードに戻した。
1818年9月27日にダブリンのラトランド・スクエア（現パーネル・スクエア）で死去、長男ウィリアムが爵位を継承した。

## 家族
1787年3月31日、イリナ・コールフィールド（Eleanor Caulfield、1807年4月2日没、フランシス・コールフィールド閣下の娘）と結婚、3男5女をもうけた。
- ウィリアム（1788年2月13日 – 1869年3月22日） - 第4代ウィックロー伯爵[2]
- イザベラ・メアリー（1791年11月2日 – 1840年9月10日） - 1815年8月、ウィリアム・ミード・スミス（William Meade Smythe、1866年7月9日没）と結婚[3]
- フランシス（1797年1月12日 – 1857年2月16日） - 1824年6月19日、フランシス・ベレスフォード（Frances Beresford、1833年11月17日没、聖職者ジョージ・ベレスフォード（英語版）の娘）と結婚、子供あり。1836年6月21日、サラ・ハミルトン（Sarah Hamilton、1892年3月15日没、チャールズ・ハミルトンの娘）と再婚、子供あり。第5代ウィックロー伯爵チャールズ・ハワードと第6代ウィックロー伯爵セシル・ハワードの父[4]
- イリナ（1799年 – 1885年2月26日） - 1816年12月18日、トマス・ジェームズ・ファンショー（Thomas James Fetherstonhaugh、1853年12月14日没）と結婚。1856年4月15日、ウィリアム・フレデリック・ジョンストン（William Frederick Johnstone、1791年ごろ – 1885年2月24日）と再婚[3][4]
- ロバート（1828年6月8日没[3]）
- キャロライン - 夭折[3]
- メアリー（1873年9月21日没） - 1822年7月9日、ジェームズ・ウィリアム・アーノルド（James William Arnold、1865年6月25日没）と結婚[3]
- アリシア（1836年5月8日没） - 1830年5月11日、ウィリアム・ビセット（William Bissett、1858年1月没）と結婚[3]